# J. Lee Thompson
John Lee Thompson (Bristol, 1º agosto 1914 – Sooke, 30 agosto 2002) è stato un regista, sceneggiatore, produttore cinematografico e drammaturgo britannico.

## Biografia
Thompson esordì come commediografo, quindi passò alla sceneggiatura nel 1934 e infine alla regia nel 1950. Si mise in evidenza nel 1956 con il film Gli uomini condannano, incentrato sul tema della pena di morte. Le sue opere si caratterizzarono per la capacità spettacolare e per la docilità esecutiva ed ebbe un buon successo e consenso a Hollywood.

## Filmografia

### Regista
- Murder Without Crime (1950)
- Il tunnel del terrore (The Yellow Balloon) (1953)
- Penitenziario braccio femminile (The Weak and the Wicked) (1954)
- Sposi in rodaggio (For Better, for Worse) (1954)
- La pace torna in casa Bentley (As Long As They Are Happy) (1955)
- An Alligator Named Daisy (1955)
- Gli uomini condannano (Yield to the Night) (1956)
- The Good Companions (1957)
- L'adultero (Woman in a Dressing Grown) (1957)
- Birra ghiacciata ad Alessandria (Ice-Cold in Alex) (1958)
- No Trees In The Street (1959)
- Questione di vita o di morte (Tiger Bay) (1959)
- Frontiera a Nord-Ovest (North West Frontier) (1959)
- Alla conquista dell'infinito (Wernher von Braun) (1960)
- I cannoni di Navarone (The Guns of Navarone) (1961)
- Il promontorio della paura (Cape Fear) (1962)
- Taras il magnifico (Taras Bulba) (1962)
- I re del sole (The Kings of the Sun) (1963)
- La signora e i suoi mariti (What A Way To Go) (1964)
- A braccia aperte (John Goldfarb, Please Come Home) (1965)
- Dimensione della paura (Return from the Ashes) (1965)
- Cerimonia per un delitto (Eye of the Devil) (1966)
- L'oro di Mackenna (Mackenna's Gold) (1969)
- Prima che venga l'inverno (Before Winter Comes) (1969)
- La lunga ombra gialla (The Chairman) (1969)
- Lo strano triangolo (Country Dance) (1970)
- 1999: conquista della Terra (Conquest of the Planet of the Apes) (1972)
- Una storia americana (A Great American Tragedy (1972) - film TV
- Anno 2670 - Ultimo atto (Battle for the Planet of the Apes) (1973)
- Huckleberry Finn (Huckleberry Finn) (1974)
- Il misterioso caso Peter Proud (The Reincarnation of Peter Proud) (1975)
- Poliziotto di quartiere (The Blue Knight, telefilm episodio pilota) (1975)
- Widow (film-tv) (1976)
- Candidato all'obitorio (St. Ives) (1976)
- Sfida a White Buffalo (The White Buffalo) (1977)
- Il magnate greco (The Greek Tycoon) (1978)
- Casablanca Passage (The Passage) (1979)
- Caboblanco (1980)
- Compleanno di sangue (Happy Birthday To Me) (1981)
- Codice rosso fuoco (serie tv, 1 episodio) (1981)
- Dieci minuti a mezzanotte (Ten To Midnight) (1983)
- Professione giustiziere (The Evil That Men Do) (1984)
- I guerrieri del vento (The Ambassador) (1984)
- Allan Quatermain e le miniere di re Salomone (King Solomon's Mines) (1985)
- La legge di Murphy (Murphy's Law) (1986)
- Il tempio di fuoco (Firewalker) (1986)
- Il giustiziere della notte 4 (Death Wish 4: The Crackdown) (1987)
- Messaggio di morte (Messenger of Death) (1988)
- Soggetti proibiti (Kinjite: Forbidden Subjects) (1989)